# آیدین‌لو (هوراند)
آیدین‌لو یکی از روستاهای استان آذربایجان شرقی است که در دهستان دیکله بخش مرکزی شهرستان هوراند واقع شده‌است.